# 伊卢
伊卢（法語：Illoud）是法国上马恩省的一个市镇，位于该省东部，属于肖蒙区。该市镇总面积13.85平方公里，2009年时的人口为258人。

## 人口
伊卢人口变化图示